# Lili Marleen

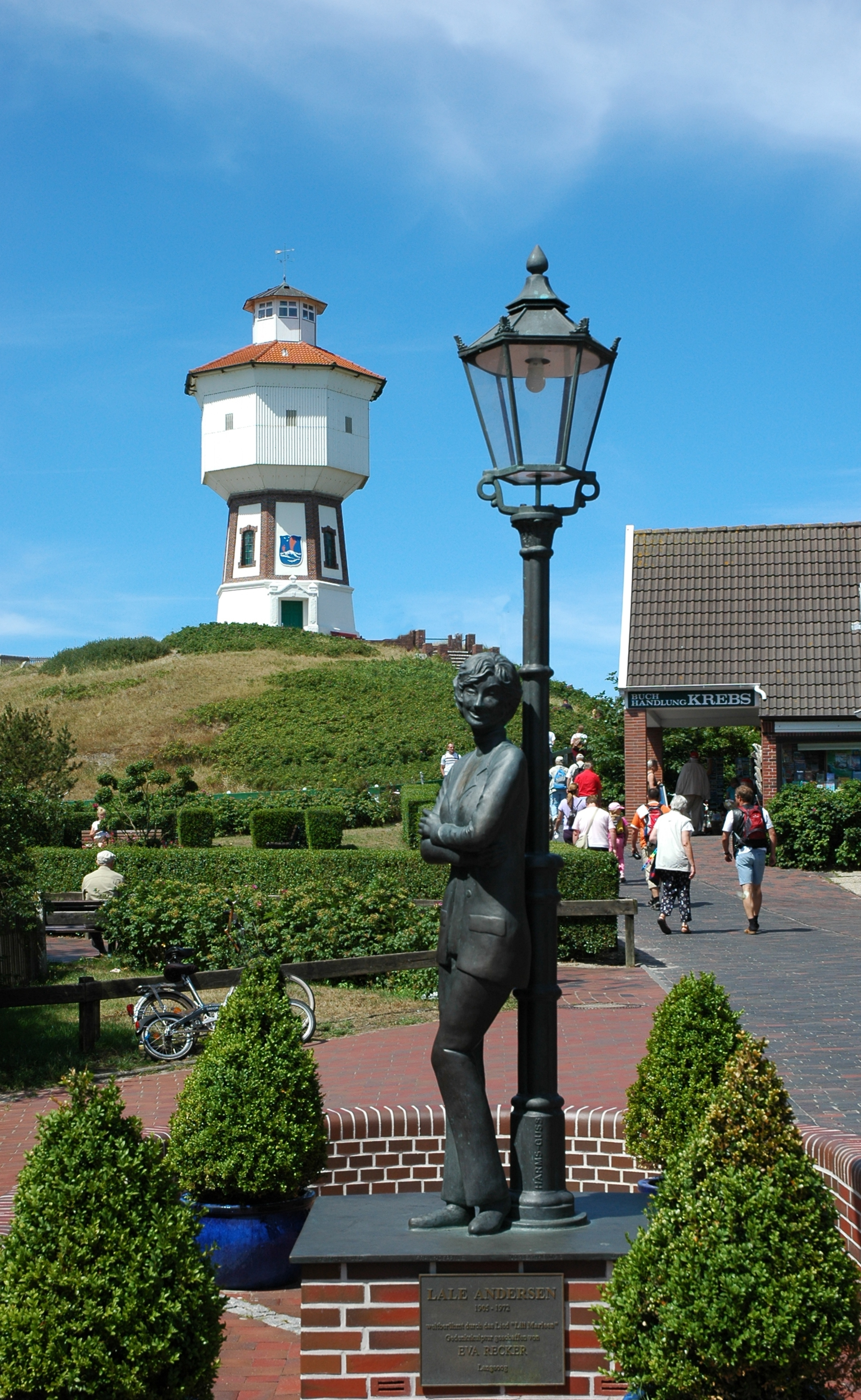
Denkmal für Lili Marleen und Lale Andersen auf Langeoog

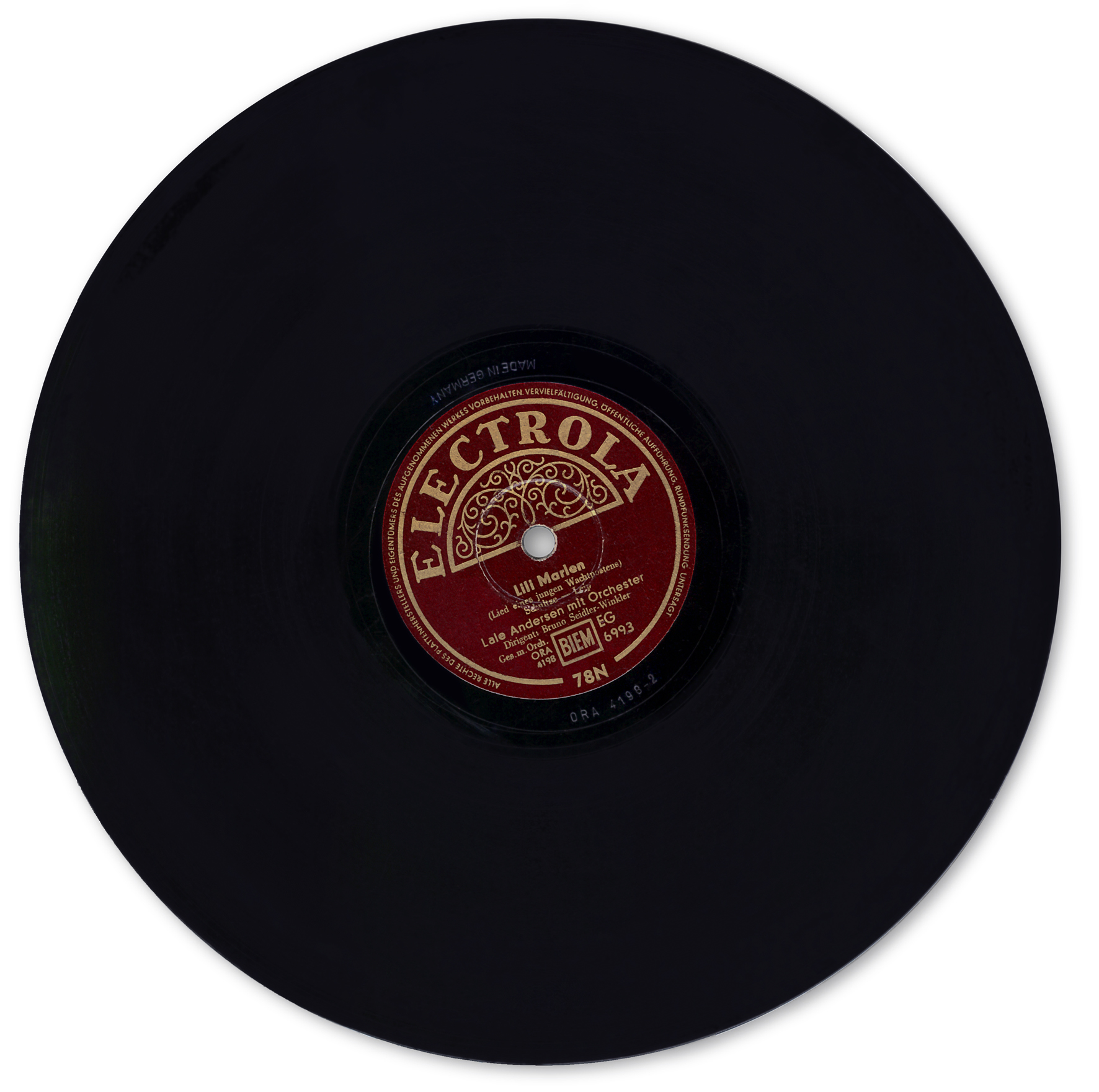
Schellackplatte mit der Originalfassung der Lili Marleen (hier: Lili Marlen) vom 2. August 1939

Lili Marleen (mitunter auch Lili Marlen oder Lilli Marleen geschrieben) ist der Titel eines Liedes, das 1939 durch Lale Andersen in der Fassung von Norbert Schultze zum ersten deutschen Millionenseller und zum deutschen und internationalen klassischen Soldatenlied wurde. Im Lied wird das Leid eines durch den Krieg getrennten Paars thematisiert.

## Entstehungsgeschichte
Der Schriftsteller und Dichter Hans Leip schrieb die ersten drei Strophen des Textes – zusammen mit einer danach weitgehend in Vergessenheit geratenen Melodie – im Ersten Weltkrieg, vor seiner Abfahrt an die russische Front in der Nacht vom 3. (Karsamstag) zum 4. April (Ostersonntag) 1915, während einer Wache vor der Garde-Füsilier-Kaserne in der Chausseestraße in Berlin. Zwei weitere Strophen fügte er später für die Veröffentlichung unter dem Titel Lied eines jungen Wachpostens in der Gedichtsammlung Die kleine Hafenorgel (1937) hinzu.
Die Entstehung des Titels Lili Marleen sowie viele Einzelheiten seiner späteren Verbreitung sind umstritten. 1948 schrieb eine Margrit Freud in der NZZ, Lilly Freud-Marlé – eine Nichte Sigmund Freuds und Ehefrau des Schauspielers Arnold Marlé – habe als Diseuse im Hamburg der Vorkriegszeit Leip zu dem Lied inspiriert, was dieser jedoch umgehend dementierte. Der Schweizer Germanist Charles Linsmayer hält allerdings weiterhin an dieser Version fest. Leip äußerte sich auch zum vermeintlichen finanziellen Erfolg seines Liedes: „Leider habe ich an dem Lied auch keine Millionen verdient, […] denn die Militärsender pflegten nichts zu zahlen.“
Dem Heimatfotografen Johann Holzem zufolge setzt sich der Titel aus zwei verschiedenen Vornamen zusammen; bei Lili soll es sich um den Kosenamen der Freundin eines Freundes von Dichter Leip gehandelt haben, während Marleen der Vorname einer Hilfsschwester aus einem Reservelazarett gewesen sei.
Im Herbst 1937 bat der Sänger Jan Behrens den damals bereits erfolgreichen Komponisten Norbert Schultze, mit dem er befreundet war, ihm ein paar Shanties für eine Radiosendung zu schreiben. Schultze verfasste dann zu dem Gedicht Lili Marleen aus dem 1937 bei Christian Wegner in Hamburg verlegten Bändchen Die kleine Hafenorgel von Leip eine Melodie. Zu jener Zeit existierte jedoch bereits ein Chanson mit einer Melodie des Hindemith-Schülers Rudolf Zink aus dem Jahre 1937. Diese Version war auch Lale Andersen bereits bekannt, da sie im Münchner Kabarett „Simpl“ auftrat, wo sie Zink kennenlernte. Ende 1938 erhielt Andersen Kenntnis von der Fassung mit der Melodie von Schultze.
Andersen hatte das Lied in der melancholischeren Fassung von Zink schon seit einiger Zeit in ihren Bühnenprogrammen gesungen, als Schultze ihr seine Version zur Aufnahme anbot. Obwohl Andersen selbst sich ihr Leben lang wenig für die damals neue Fassung erwärmen konnte, war Schultze von der Neuaufnahme angetan. Andersen konnte keinen rechten Gefallen an der für sie ungewohnten und ihrer Meinung nach unpassenden Melodie finden, während Schultze nie wirklich zufrieden mit den Betonungen ihrer Version war, so wie dem marschartigen Rhythmus und dem Männerchor im Hintergrund, der sich nach seiner Ansicht „wie ein Kastratenchor“ anhörte. Trotz dieser Unstimmigkeiten, für die zeitlebens kein Konsens gefunden werden konnte, wurde diese Version, die 1938 in den Berliner Electrola-Studios aufgenommen worden war, schließlich auf Schallplatte veröffentlicht.
Die Erstaufnahme der Lili Marleen mit einem Orchester unter Leitung von Bruno Seidler-Winkler dauerte die ganze Nacht auf den 1. August 1939. Abgemischt wurde sie am Folgetag im Electrola-Studio. Die Platte sollte mit einem preußischen Zapfenstreich beginnen, im Hintergrund ein Soldatenchor und „dezenter Marschrhythmus“. Es wurde zum „Symbol für Heimweh, Trennung und Sehnsucht […], vor allem für Hoffnung auf Wiedersehen. Die Zeit – der Krieg, der immer furchtbarer wird, die Umstände haben das bewirkt“.
Als B-Seite diente eine weitere Leip-Vertonung mit einer Melodie von Schultze (beide Titel unter dem Pseudonym „Frank Norbert“), Drei rote Rosen (Gedenken). Von der im August 1939 unter Electrola EG 6993/ORA 4198-2 veröffentlichten Platte wurden gerade einmal 700 Exemplare verkauft. Sie geriet zunächst in Vergessenheit. Das melancholische Soldatenlied über Abschied, Trennung und ungewisse Heimkehr ist zwischen Soldatenlied und Schlager zu klassifizieren.

## Inhalt
Das Lied handelt davon, dass ein Soldat sich an früher erinnert, als er mit seiner Freundin Lili Marleen an der Laterne vor der Kaserne stand, und sie auffordert, ihn da wieder zu treffen.

## Historisches Umfeld

Lale Andersen – Lili Marleen (hier: Lili Marlen). Das Bild ist ein Ausschnitt der oben gezeigten Platte.

Das Lied wurde genau einen Tag nach Glenn Millers In the Mood aufgenommen, in einer Zeit der Kriegsstimmung, denn am 1. September 1939 begann mit dem deutschen Überfall auf Polen der Zweite Weltkrieg. Am 6. April 1941 begann der Krieg gegen Jugoslawien und Griechenland, bereits am 12. April 1941 wurde Belgrad von der deutschen 12. Armee eingenommen. Am 17. April folgte Jugoslawiens Kapitulation. Bereits davor wurde der Mittelwellensender Radio Belgrad (serbisch: Радио Београд/Radio Beograd) von deutschen Truppen besetzt und strahlte fortan als „Besatzungssender Belgrad“ aus. Die Sendeleistung war so hoch, dass er alle Frontabschnitte in Europa und Nordafrika zwischen Narvik und Kairo erreichte, was einem Sendegebiet von sechs Millionen Zuhörern entsprach.
Zur Geschichte der Ausstrahlung von Lili Marleen durch den Soldatensender Belgrad gibt es verschiedene Versionen, die sich zum Teil widersprechen. Johann Holzem ergänzt die Episode der „Entdeckung“ der Lili Marleen um die Person des Oberleutnants Maximilian Fabich, Chef der 3. Kompanie des motorisierten Infanterieregiments "Großdeutschland", ab 1942 Infanteriedivision Großdeutschland, die am Stadtrand von Belgrad stationiert war. Fabich hatte den Auftrag erhalten, für den Sender Belgrad Schallplatten zu holen und reiste am 22. April 1941 zur Radio-Verkehrs-AG nach Wien (seit 1957 ORF). Ihm wurden einige Kisten mit Schallplatten ausgehändigt, die als „ungängig“ im Wiener Archiv verstaubten und am 26. April in Belgrad eintrafen. Bei Durchsicht dieses Sortiments sah Max Fabich auch die Schallplatte von Lili Marleen von Electrola. Er erinnerte sich sofort an seine Koblenzer Zeit, als er dieses melancholische Lied zum ersten Mal hörte, und sagte spontan: „Die muss in die Sendung!“ Fabich hatte diese Version in der Bar eines kleinen Moseldorfes 1940 kennen gelernt, wo er in Vorbereitung des Frankreich-Feldzuges mit seiner Kompanie stationiert war. Da er selbst ein passionierter Pianist war, hatte er die Melodie in sein Repertoire aufgenommen und im Kreis seiner Soldaten vorgetragen. Fabich hatte das Lied in ein 45-minütiges Programm aufgenommen, das er selbst zur Eröffnung zusammengestellt hatte, und präsentierte es schließlich am 26. April 1941 mit einem aus seiner Kompanie gebildeten Soldatenchor. Andere Quellen gehen indes davon aus, dass die vom Reichssender Wien ausrangierten 60 Platten gespielt wurden, worunter sich auch Lili Marleen befand.
Nach anderen Quellen hatte der Sender im April 1941 seinen Betrieb aufgenommen und verfügte über lediglich 54 Schallplatten, die bei einer Sendedauer von 21 Stunden pro Tag oft wiederholt werden mussten. Daher wurde ein Mann namens Richard Kistenmacher vom Sendeleiter Leutnant Karl-Heinz Reintgen nach Wien geschickt, um für Nachschub zu sorgen. Kistenmacher brachte vom Reichssender Wien Material, das aus „politisch verdächtigen Platten und ausgewiesenen Flops“ bestanden haben soll, darunter das „Lied eines jungen Wachpostens“, das nach Reintgens Darstellung am 18. August 1941 auf seine Veranlassung hin erstmals gesendet wurde. Der vom deutschen Militär eingesetzte Sendeleiter Reintgen kannte die Platte bereits seit 1940.
Reintgen war es auch, der die Platte Ende Juli 1941 kurzzeitig aus dem Programm nahm. Darauf folgte ein derart überwältigender Protest, dass das Lied ab 18. August 1941 allabendlich um 21.57 Uhr vor den letzten Nachrichten des Tages um 22 Uhr und vor Sendeschluss ausgestrahlt wurde. Für diese neue Sendung sind unterschiedliche Titel überliefert: Wir grüßen unsere Hörer, Wir schlagen das Wachtbuch auf oder Brücke zwischen Front und Heimat. Da nach anderen Quellen Lili Marleen am 18. August erstmals ausgestrahlt wurde, können entweder der Verzicht auf die Ausstrahlung, der darauffolgende Protest der Hörer und die Aufnahme in das ständige Programm auch später stattgefunden haben oder es wurde irrtümlich die Aufnahme des Liedes am festen Sendeplatz als Datum der Erstausstrahlung angenommen.
Der vom Militärsignal „Zapfenstreich“ eingeleitete, im Marschtakt vorgetragene sentimentale Text über Abschied, Befehlszwang und Heimweh traf die innere Stimmung von Millionen Soldaten aller damals kämpfenden Armeen auf beiden Seiten der Fronten und wurde zu einem weltweiten kulturellen „Leitmotiv“ des Zweiten Weltkrieges. 1941 nahm Anita Spada, begleitet vom Orchester Heinz Munsonius, eine Coverversion unter dem Titel Lied eines jungen Wachtpostens auf. Ab Januar 1942 verbreitete der Reichsrundfunk auch eine englischsprachige Fassung, für deren Text der für den deutschen Auslandssendedienst tätige Brite Norman Baillie-Stewart (Lord Haw-Haw) verantwortlich zeichnete. Die Britin Anne Shelton präsentierte den Song mit englischem Text ab Herbst 1942 in ihrer eigenen Radioshow. Im Mai 1943 erschien dann in den USA beim Musikverlag Chappell die Textversion unter dem Titel My Lilli of the Lamplight. Ab 1944 gab es bereits diverse englischsprachige Aufnahmen, unter anderem von Großbritanniens „sweetheart of the forces“ Vera Lynn und dem Star der amerikanischen Truppen Marlene Dietrich. Marlene Dietrich wurde während ihrer Truppenbetreuungstour 1943 in Nordafrika auf das bei den Soldaten populäre Lied aufmerksam.  Eine RCA-Aufnahme von Perry Como brachte „Lilli Marlene (My Lilli of the Lamplight)“ im Juni 1944 auf Platz 13 der amerikanischen Schlagerparade.

## Zensur
Als Lale Andersens Kontakte zu Schweizer Juden bekannt wurden, ließ Goebbels das Lied im April 1942 verbieten. Der Abdruck von Andersen-Fotos wurde seit Ende Mai 1942 zensiert, ihr Name verschwand allmählich aus der Presse, eine Reise nach Belgrad anlässlich des einjährigen Bestehens des Soldatensenders im April 1942 wurde verweigert. Ab Oktober 1942 verhängte das Reichspropagandaministerium gegen die Sängerin ein Auftrittsverbot. Ihre Platten sollten mit Ausnahme des Originals vom „Laternen-Lied“ im Rundfunk „vorerst zurückgestellt werden“, Direktsendungen seien „zur Zeit zu vermeiden“. Die britische BBC bemerkte das Verschwinden von Lale Andersen und Lili Marleen und vermutete, dass sich Andersen im Konzentrationslager befinde. Ab Mai 1943 durfte – zur Widerlegung der Feindpropaganda – Lale Andersen wieder beschränkt auftreten, Lili Marleen jedoch nicht mehr singen.

## Erfolgsgeschichte

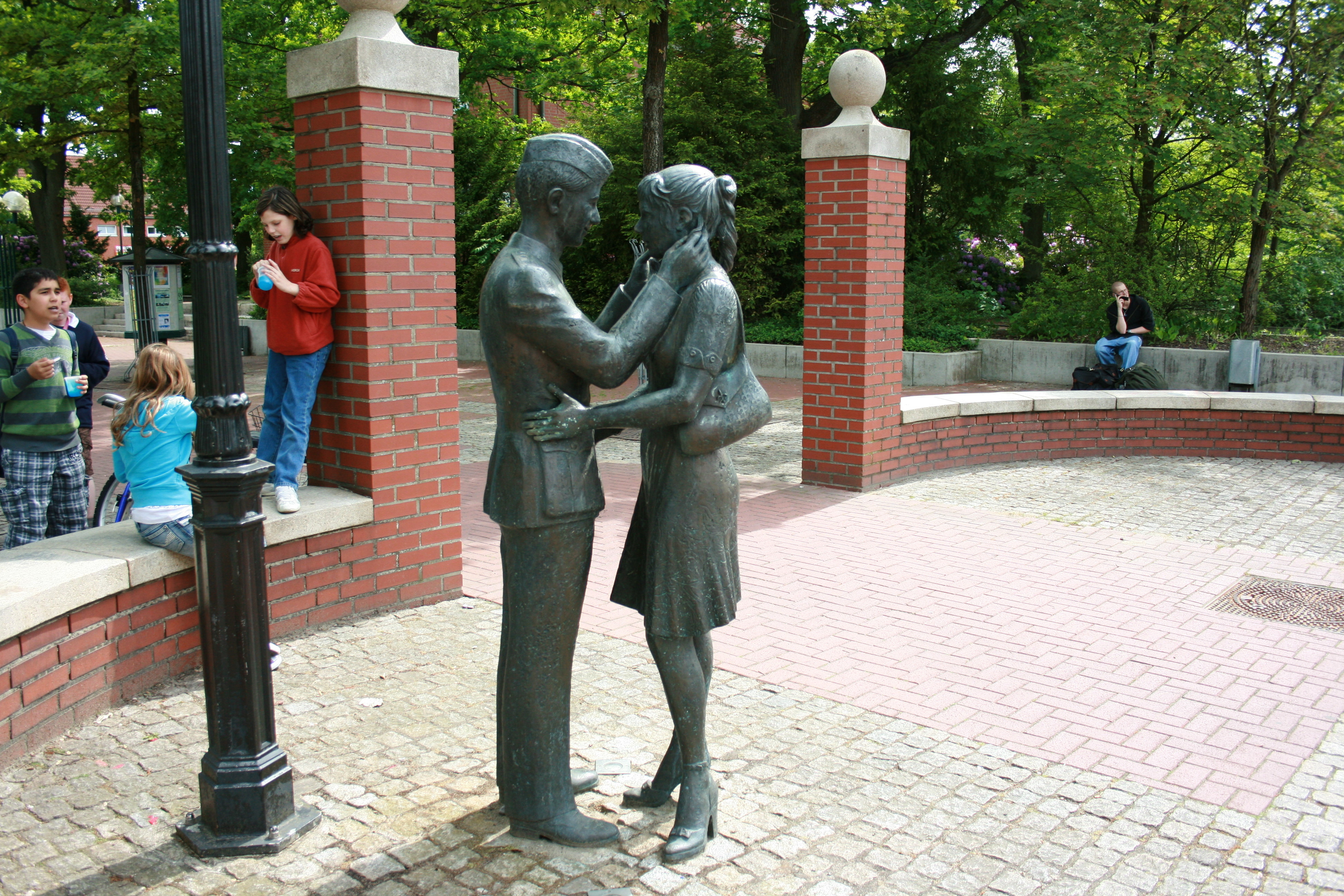
Lili-Marleen-Gruppe von Claus Homfeld in Munster

Der Wehrmachtssender Belgrad erhielt in der Hochphase täglich über 12.000 Soldatenzuschriften, meistens das Lied Lili Marleen betreffend. Bald breitete sich das Lied über alle anderen Wehrmachtssender aus. So wurde Lili Marleen, obwohl das NS-Regime das Lied wegen seines „morbiden und depressiven“ Textes vorübergehend verbot, zu einem „Schicksalslied“ des Zweiten Weltkriegs.
Auch unter den alliierten Soldaten wurde Lili Marleen gesungen. Bereits 1941 wurde es durch britische Truppen in Nordafrika so oft mitgesungen, dass die Generalität einschreiten musste. Es wird berichtet, dass die englischen Soldaten oft „Louder please, comrades“ zu den deutschen Schützengräben hinüberriefen, sobald diese dort über Radio das Lied hörten, was regelmäßig zu einem Abflauen der Kämpfe während dieser Zeit führte. „Überall in der Wüste“, so hielt ein britischer Kriegsberichterstatter fest, „pfiffen englische Soldaten das Lied“. Als Marlene Dietrich ab 1943 das Lied vor amerikanischen Soldaten sang und es damit bei den Truppen der Alliierten richtig populär machte, störte es niemanden, dass derselbe Komponist die Musik für Propagandamärsche wie Bomben auf Engelland oder das U-Boot-Lied geschrieben hatte.
Im August 1944 kam in Großbritannien ein Film mit dem Titel The True Story of Lilli Marlene in die Kinos – das Lied ging in mindestens 50 Übersetzungen um die Welt. Des Weiteren gibt es etliche Parodien und Propagandaversionen von meist unbekannten Autoren. Die bekannteste Persiflage wurde von Lucie Mannheim für die BBC gesungen. Vier Jahre nach dem Krieg erbat sich Winston Churchill das Lied von einer Tanzkapelle an der Riviera. Und General Eisenhower sagte, Leip sei der einzige Deutsche gewesen, der während des Kriegs der ganzen Welt Freude gemacht habe. In den Jahren nach seiner Veröffentlichung wurde alleine die deutsche Fassung von Lili Marleen zwei Millionen Mal verkauft und avancierte damit zum ersten Millionenseller der deutschen Schallplattengeschichte. Der Stern bestätigte, dass Lili Marleen die erste rein deutsche Platte gewesen sei, die über die Millionengrenze kam. Will Glahés Stimmungslied Rosamunde war zwar früher erschienen, entwickelte sich jedoch erst bis 1943 zum Millionenseller.
Erst 1946 erfuhr Norbert Schultze, wie beliebt sein Lied bei den Feinden war. Als er die Komposition im amerikanischen Militärklub in Berlin spielte, wurde er wie ein Held gefeiert. Schultze erhielt erst ab 1962 etwa 150.000 Mark jährlich, da seine Tantiemen bis 1962 als „Feindvermögen“ beschlagnahmt blieben. Die anhaltende Popularität kann man an den anfallenden GEMA-Gebühren sehen: So erhielt die Witwe des Texters Hans Leip in den 80er Jahren rund 60.000 Schweizer Franken Tantiemen pro Jahr aus dieser Quelle.
Obwohl das Lied aus dem Blickwinkel eines Soldaten geschrieben ist, wird es meistens von Sängerinnen vorgetragen, unter anderem auch von Marlene Dietrich, Mimi Thoma, Connie Francis, Angela Smith, Danuta Bastek sowie Suzy Solidor und Marie Laforêt, die es in einer französischen Version sangen.
Am 16. Januar 1981 war die Uraufführung von Rainer Werner Fassbinders Film gleichen Namens, in dem er die fiktive Geschichte der Kabarettsängerin Willie und ihres jüdischen Geliebten erzählt, die während des Zweiten Weltkriegs das Lied Lili Marleen populär machen. Im Magazin Der Spiegel hieß es 1981: „Wann immer nach 1945 auf der Welt ein Krieg ausbrach, in Indochina, Korea, Israel, Vietnam, stieg die Tantiemen-Kurve des Liedes steil nach oben; Lili marschiert mit“. Heute erklingt das Lied, gesendet durch den Soldatensender Radio Andernach, täglich gegen 22:56 Uhr. Noch heute wird das Lied jedes Jahr am Ende der Bergkirchweih in Erlangen gespielt. Traditionell wird das letzte Fass Bier vor tausenden Anwesenden zu den Klängen von Lili Marleen begraben.
Während des Kroatienkrieges veröffentlichte das aus Zagreber Musikerinnen bestehende Bandprojekt ZG. Glumice im Jahr 1992 eine kroatischsprachige Fassung unter dem Titel Čekam te (Ich warte auf Dich).
Moderne Fassungen des Liedes gibt es unter anderem von Atrocity aus dem Jahr 2000, von der italienischen Gruppe Camerata Mediolanese und von der thüringischen Metal-Band Eisregen, die es 2005 auf der EP Hexenhaus coverte. Der in Berlin lebende US-amerikanische Musiker Daniel Kahn hat das Lied ins Jiddische übertragen und singt es mit seiner Band The Painted Bird auf dem mit dem Preis der deutschen Schallplattenkritik ausgezeichneten Album Lost Causes von 2010 als Lili Marleyn, Fartaytsht. Die Grenzgänger haben Lili Marleen 2014 im Rahmen ihres Weltkriegslieder-Programms Maikäfer flieg – Verschollene Lieder 1914–1918 mit der fast vergessenen Originalmelodie von Hans Leip vom April 1915 eingespielt. Es wurde auf dem mit dem Preis der Deutschen Schallplattenkritik ausgezeichneten Album Maikäfer Flieg veröffentlicht.
Im Seebad Wremen (Niedersachsen) ist eine Straße nach dem Lied benannt.

## Trivia
Die Melodie des Liedes wurde mit neuem Text zur Nationalhymne der Karen National Union der Karen, einer ethnischen Minderheit und Separationsbewegung in Myanmar (Birma).

## Diskographie
- Lili Marleen an allen Fronten. Hambergen: Bear Family Records, 2006. 7 CDs mit 180-seitigem Booklet, ISBN 3-89916-154-8 (Enthält fast 200 Versionen von Lili Marleen).

## Film
- Britta Lübke: Legenden: Lale Andersen. Dokumentation der Künstlerbiografie mit vielen Auftritten mit dem Titel, D, 2007, 45 Min.